# Elena Namli
Elena Namli, född 16 april 1966 i Sovjetunionen, är professor i teologisk etik vid Uppsala universitet.

## Biografi
Elena Namli tog 1989 filosofie magisterexamen vid Moskvauniversitetet och år 2000 teologie doktorsexamen vid Uppsala universitet. Åren 2000–2009 föreläste hon i systematisk teologi och mänskliga rättigheter vid Teologiska högskolan Stockholm. Åren 2010–2011 var hon docent vid Uppsala universitets teologiska fakultet, där hon installerades som professor i etik den 17 november 2013.
Elena Namli har varit forskningsledare vid Centrum för Rysslandsstudier, sedan det inrättades vid nyåret 2010 till 2017. Hon är även President för Societas Ethica (mandatperiod 2021–2024).

### Forskning
I sin forskning har Elena Namli ingående analyserat rysk filosofi och dess relation till västerländskt tänkande. I sin doktorsavhandling Etikens ontologiska grund presenterar hon en av de mest betydelsefulla ryska filosoferna, nämligen Lev Karsavin (188–1952). Analysen av hans etik bidrar till en förståelse av särarten i den ryska kristna filosofin.
Den senare monografin om Kamp med förnuftet behandlar den skepsis mot västerländsk rationalism som vi möter hos tre kända ryska tänkare, nämligen Fjodor Dostojevskij, Lev Sjestov och Michail Bachtin. Denna studie visar att rysk kritik av rationalism har stor relevans för nutida etik och moralteologi.
Därefter har Namli ägnat sig åt forskning kring socialetik, politisk filosofi och i synnerhet mänskliga rättigheter. Hennes senaste publikation är Human Rights as Ethics, Politics, and Law (2014). Den ger en kritisk granskning av relationen mellan rätt, politik och moral inom diskursen om mänskliga rättigheter. I studien uppmärksammas bland annat den kritik som riktas mot en liberal tolkning av mänskliga rättigheter inom postkolonial teori.

### Familj
Namli är gift med professorn i etik Carl-Henric Grenholm.